# Agave weberi
Agave weberi là một loài thực vật có hoa trong họ Măng tây. Loài này được Cels ex Poiss. mô tả khoa học đầu tiên năm 1901.

## Hình ảnh

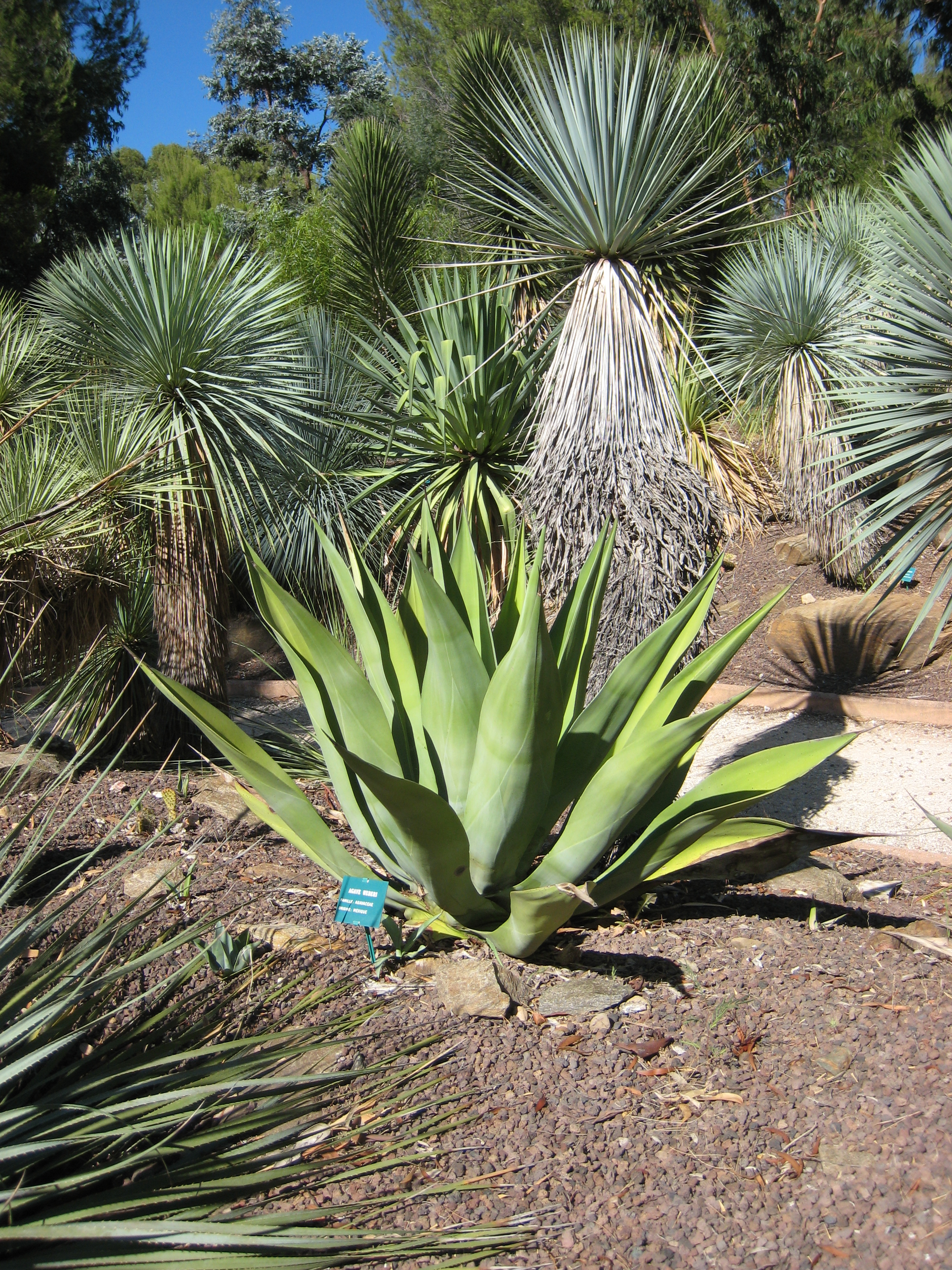